# Melanaspis martinsi
Melanaspis martinsi är en insektsart som beskrevs av Ernest Lepage 1942. Melanaspis martinsi ingår i släktet Melanaspis och familjen pansarsköldlöss. Inga underarter finns listade i Catalogue of Life.